# Städtisches Gymnasium Steinheim
Das Städtische Gymnasium Steinheim ist eine öffentliche Schule in der ostwestfälischen Stadt Steinheim im Kreis Höxter. Das Gymnasium wurde 1973 von der Stadt Steinheim gebaut. Die rund 600 Schüler werden von ungefähr 50 Lehrkräften unterrichtet.

## Geschichte
1971 wurde der Beschluss gefasst, eine weiterführende Schule in Steinheim zu bauen. Zunächst stand das Schulgebäude in der Friedrich-Wilhelm-Weber-Straße. Die erste Schulleiterin war Inge Hempel (1973–1990).
Am 22. März 1973 wurde dann auf Antrag der Stadt Steinheim die Eröffnung einer Oberstufe genehmigt und von nun an konnte die Schule ein komplettes Schulsystem anbieten. Von dort an durfte sich die Schule „Städtisches Gymnasium Steinheim“ nennen und auch das Abitur zur Lehre bereitstellen.
1974 zog das Gymnasium in die Stettiner Straße in das neue Gebäude. 1997 wurde die Bläserklasse gegründet. Im selben Jahr fand auch der erste Ungarn-Austausch statt. 2009 wurde eine Mensa errichtet, die von dem Gymnasium sowie der Realschule genutzt wird. In diesem Jahr ist ebenfalls eine dritte Etage mit insgesamt 14 neuen Räumen gebaut worden.

## Förderprogramme

### Austausch

#### Frankreich
Die Partnerschaft zwischen dem Gymnasium und dem französischen Collège Saint-Martin in Marquise besteht seit 13 Jahren. Jedes Frühjahr kommen die Schüler aus Frankreich nach Deutschland und leben eine Woche lang in den Gastfamilien. Im Gegenzug fahren die deutschen Schüler im Herbst nach Frankreich.

#### Ungarn
Zum Kennenlernenen anderer Kulturen und Länder veranstaltet das Städtische Gymnasium Steinheim jährlich mit der Partnerschule Kardós in der Stadt Szigetszentmiklós in Ungarn einen Austausch. Im Gegensatz zum Frankreich-Austausch steht bei diesem Austausch nicht die Sprache im Vordergrund, sondern andere Kulturen.
Der Austausch mit der Schule in Szigetszentmiklós besteht seit 2004. Vor 2004 gab es schon einmal (1997–2004) einen Austausch mit Ungarn, jedoch nicht mit Szigetszentmiklós, sondern mit Csurgó, das in Südwestungarn liegt.

### Individuelle Förderung
Die Schüler am Städtischen Gymnasium Steinheim werden durch verschiedene Fördermaßnahmen und Fordermaßnahmen zusätzlich gefördert/gefordert. Fördermaßnahmen sind z. B. „Schüler fördern Schüler“ und spezieller Förderunterricht. Fordermaßnahmen werden in Form von Akzeleration und Enrichment umgesetzt.
An dem Gymnasium werden in der Sekundarstufe I zur Förderung in den Hauptfächern Englisch, Mathematik und Deutsch jeweils drei Stunden mehr unterrichtet, damit die Fachlehrer die Schüler durch unterschiedliche Differenzierungsangebote stärken und eventuelle Schwächen ausgleichen können.
Wenn die Schüler ab der sechsten Klasse eine zweite Fremdsprache erlernen, gibt es auch dort eine Förderstunde mit gleicher Zielsetzung. In der sechsten und neunten Klasse finden Klassenfahrten statt, um den Klassenzusammenhalt über den Unterricht hinaus zu stärken. Des Weiteren gibt es zahlreiche Zusatzangebote in Form von Arbeitsgemeinschaften und Wettbewerbsteilnahmen.

### Arbeitsgemeinschaften
Eine der Arbeitsgemeinschaften ist die Schülervertretung. Des Weiteren werden noch eine Schülerzeitung, Streitschlichter, Sporthelfer, Schach, Vocalieter, Vocalino, Roboter-AG, Jugend Forscht und eine Floorball-Arbeitsgemeinschaft angeboten. Die Schulband des Gymnasiums Steinheims heißt „The Jones“.

## Projekte am Städtischen Gymnasium Steinheim

### Projekt „Individuelle Förderung“
„Individuelle Förderung“ ist als Sammelbegriff zu verstehen, dem sich verschiedene Ansätze und bestehende Konzepte zuordnen lassen. Das Städtische Gymnasium Steinheim ist eines der 137 Gymnasien, welche sich an dem Projekt „Lernpotentiale. Individuell fördern im Gymnasium“ beteiligen. Ziel dieses Projekts ist eine optimale Potenzialentfaltung und Persönlichkeitsentwicklung der Schüler. Es sollen sowohl leistungsstarke als auch schwächere Schüler unterstützt werden. Dabei wird viel Wert auf das selbstständige und selbstverantwortliche Lernen der Schüler gelegt. Gemeinsame Partner des Projekts sind das Ministerium für Schule und Weiterbildung des Landes Nordrhein-Westfalen, die Stiftung Mercator und das Institut für soziale Arbeit e. V. als Träger der Serviceagentur „ganztägig lernen“ Nordrhein-Westfalen.

### Fairmittler
Bei diesem Projekt geht es um Streitschlichtung durch Schüler. Jährlich nehmen Schüler der Jahrgangsstufe 9 an der Ausbildung zum Streitschlichter teil. Diese beinhaltet unter anderem kooperatives Konfliktlösungstraining und das Erlernen des Schlichterverfahrens. Bei Konflikten zwischen Schülern können diese sich in einem freiwilligen Gespräch zusammen mit den Fairmittlern aussprechen, mit dem Ziel den Streitpunkt zu erkennen, den eigenen Standpunkt zu überdenken und schließlich eine gemeinsame Lösung des Konflikts zu finden. Vorteile dieser Methode sind, dass weniger Aggressionen aufkommen, wenige bis keine Strafen erteilt werden und dass die Schüler selbstverantwortlich handeln. Die ausgebildeten Fairmittler organisieren jedes Jahr den Fair-Play-Day für die Jahrgangsstufe 5.

### „Junge Forscher“
Schon vor der Entstehung des Projekts „Junge Forscher“ nahm das Städtische Gymnasium Steinheim an dem Wissenschaftswettbewerb Jugend forscht teil. Man entschied sich dafür, das Engagement in diesem Bereich zu erweitern. Dieses Projekt soll Schülern MINT-Kompetenzen (Mathematik, Informatik, Naturwissenschaften und Technik) durch alltagsnahes Arbeiten vermitteln. Leistungsschwache sowie leistungsstarke Schüler sollen durch die Projektangebote gefordert werden.

### Sporthelfer
Die Sporthelferausbildung richtet sich an 13 bis 17 Jahre alte Schüler, die daran interessiert und geeignet sind, Bewegungs-, Spiel- und Sportangebote für Kinder und Jugendliche in Schulen oder Sportvereinen anzubieten oder zu betreuen. Mit der Ausbildung zum Sporthelfer erwerben die Schüler einen Qualifikationsnachweis, der sie zum Einsatz als Sporthelfer in Schulveranstaltungen und im Verein berechtigt. Tätigkeitsfelder der Sporthelfer sind Pausensport, Schulsportgemeinschaften, Schulsportfeste und Wettkämpfe, sportorientierte Projekte und Schulfahrten.

## Auszeichnungen
Am 17. Mai 2018 gewann der SMS (Singen mit Sinn) Chor des Städtischen Gymnasiums Steinheim die Silbermedaille des Landeswettbewerbs „Jugend singt“ in Düsseldorf.
Des Weiteren erzielten zwei Schülerinnen des SGS (Städtischen Gymnasium Steinheim) den zweiten Platz des Regionalwettbewerbs „Jugend forscht“ am 17. Februar 2018 mit dem Projekt „Water-Watchers“.
Zur selben Zeit gewann ein Schüler den „Sonderpreis Erneuerbare Energien“ mit seinem Projekt „Voyager“ (ein wasserstoffbetriebenes Elektroboot) im Juniorwettbewerb „Schüler experimentieren“.
Am 31. Januar 2018 retten Schüler der damaligen Q2 elf Blutkrebspatienten durch Stammzellenspenden das Leben und das SGS erhielt dafür eine Urkunde.
In Zusammenarbeit mit der Städtischen Realschule Steinheim führt das Städtische Gymnasium Steinheim seit Längerem eine Roboter-AG. Diese gewann am 16. Dezember 2017 den 2. Platz im Finale des ZDI-Roboterwettbewerbs in der Kategorie Robot Game und den 6. Platz in der Disziplin Robot-Performance.
Außerdem erzielte die Roboter-AG der Steinheimer Schulen den zweiten Platz im Halbfinale des ZDI-Roboterwettbewerbs am 5. Oktober 2017.
Am 20. Februar 2017 erhielten zwei Schüler des Städtischen Gymnasium Steinheim den 1. und 3. Platz im Regionalwettbewerbs „Jugend forscht“ mit ihrem Modell einer mobilen Treppe für Rollstuhlfahrer.
Im Dezember 2016 nahmen Schüler an den Tischtennis-Kreismeisterschaften der Schulen in Brackel teil und erhielten den 1. Platz in der Wettkampfklasse III und den 2. Platz in der Wettkampfklasse I.
Die App zu Ernährungsfragen, ein Modell eines automatisierten Zimmers und eine solarbetriebene Sortiermaschine brachten dem Städtischen Gymnasium Steinheim dreimal den ersten Platz im Präsentationswettbewerb der Rütgers-Stiftung am 23. September 2016.
„Colour it – don‘t chloride it“ ist ein Forschungsthema zweier Schülerinnen. Es brachte den beiden den dritten Platz bei dem bundesweit ausgeschriebenen Schülerwettbewerb der Rütgers-Stiftung.
Am 26. Oktober 2015 präsentierten zwei Schüler des SGS einen Microchip, der das Problem des Schulsachen-Vergessens lösen soll, und erhielten dadurch den zweiten Platz beim Schülerwettbewerb „Invent a chip“.

## Ehemalige Schulleiter
Inge Hempel war von 1973 bis 1990 die erste Schulleiterin am SGS Steinheim. Einen stellvertretenden Schulleiter gab es erst 1980 mit Jürgen Galle, der im Amt blieb, bis er 1991 Schulleiter wurde. Dies blieb er bis 2003. Ab 2003 übernahm Hermann Brak, der bis Januar 2017 Schulleiter war. Der stellvertretende Schulleiter war Paul Jansen, welcher nach Braks Abtritt bis zum Juli 2017 kommissarisch sein Amt übernahm. Seit August 2017 bis heute ist Marko Harazim der Schulleiter. Von dort an übernahm Jansen wieder das Amt des stellvertretenden Schulleiters bis zum Sommer 2018. Ihm folgte in der stellvertretenden Schulleitung Arnd Krömeke.

## Ehemalige Schüler
- Jörg Klein (Flottillenadmiral bei der Bundeswehr)
- Christian Nolte (Fußballtrainer beim FSV Bad Wünnenberg/Leihberg Paderborn)
- Josefine Rieks[23] (Romanautorin)
- Sandra Brökel[24] (Romanautorin)